# Templo de Red Cliffs
El Templo de Red Cliffs es uno de los templos construidos y operados por la Iglesia de Jesucristo de los Santos de los Últimos Días, ubicado en la ciudad de St. George, Utah. Los planes de construir el templo fueron anunciados en octubre de 2018 por el presidente de la iglesia, Russell M. Nelson. Originalmente anunciado como el Templo del Condado de Washington, es el segundo templo en condado de Washington, siendo el Templo de St. George el primero en completarse en el estado de Utah.
El templo tiene aproximadamente 96.000 pies cuadrados y tres pisos de construcción. El templo es un avance religioso en una región donde los adeptos de la iglesia forman una parte sustancial de la población. Los templos se diferencian de los centros de reuniones habituales. Al igual que con otros templos de la iglesia, en el Templo de Red Cliffs se realizan ordenanzas como matrimonios y bautismos vicarios por personas fallecidas. La dedicación fue presidida por Henry B. Eyring, de la Primera Presidencia de la iglesia, el 24 de marzo de 2024.

## Historia
La iglesia anunció los planes de construir el segundo templo en St. George durante la conferencia general de la iglesia el 7 de octubre de 2018. El templo fue anunciado originalmente como el nombre Templo del Condado de Washington.   La ubicación del sitio del templo se anunció luego en noviembre de 2019.  El 7 de noviembre de 2020 se llevó a cabo una ceremonia de inauguración, presidida por Jeffrey R. Holland, nativo de St. George y miembro del Cuórum de los Doce Apóstoles .    La asistencia se limitó a 70 personas debido a la pandemia de COVID-19 .   La palada inicial se realizó dos días antes del 149° aniversario de la palada inicial del Templo de St. George y se llevó a cabo el mismo día que la palada inicial del Templo de Bentonville en Arkansas.
El templo está ubicado en un sitio de 14 acres en la esquina noreste de la avenida 3000 Este y 1580 Sur. El Templo de Red Cliffs Utah es el segundo templo en St. George y el vigésimo en el estado de Utah. La tierra hundida y pantanosa fue la última zona colonizada por pioneros mormones.  El sitio donde se ubica el templo fue originalmente la ubicación de una granja familiar durante el siglo XIX y la mayor parte del XX. El sitio está en el área de Washington Fields de St. George,  y originalmente tenía el nombre "Charmin' Acres". La familia vendió el terreno a la iglesia en la década de 1960 con la intención de que siguiera siendo tierra de cultivo. El terreno ahora contiene tres centros de estaca, una capilla y el templo.
En mayo de 2022, se instaló una estatua del Ángel Moroni, característica de muchos templos Santos de los Últimos Días.  El nombre del templo pasó a llamarse Templo de Red Cliffs Utah el 19 de junio de 2020. El nombre vino de Holland y su esposa, Patricia T. Holland, a quienes la Primera Presidencia había pedido sugerencias. La idea del nombre surgió después de pasar por los acantilados rojos de Petticoat Mountain. La sugerencia fue presentada a la Primera Presidencia, quien aprobó el nombre del templo.
El Templo de Red Cliffs Utah representa una expansión de la presencia física de la iglesia en la región y una continuación de su legado histórico y cultural en St. George. El establecimiento del templo sirve para dar cabida al creciente número de fieles de la iglesia en la región. En la oración dedicatoria ofrecida en la inauguración, Holland señaló que el Templo de Red Cliffs era "un templo hermano del Templo de St. George para servir al crecimiento de la región.

## Arquitectura
En abril de 2020 se publicó una representación del templo, con un plan para hacer públicas las representaciones del interior en una fecha posterior.  El templo tiene una superficie de aproximadamente 96 277 pies cuadrados (8944,4 m²)   y se asienta en un terreno de 15,12 acres.  El templo fue construido sobre un campo hundido en un pantano, entre colinas y mesas de arenisca. Debido al alto nivel freático, los cimientos se verían incapaces de sostener el templo. Los trabajadores movieron más de 30,000 yardas cúbicas de tierra roja de los cimientos del Templo de St. George para estabilizar los cimientos del Templo de Red Cliffs.

### Exterior
El templo es un edificio de tres pisos y tiene muchas ventanas rectangulares en el frente, junto con una gran ventana arqueada en el medio de la fachada principal. En la parte superior hay una aguja de varios niveles, con ventanas arqueadas en la parte inferior y aberturas arqueadas en la parte superior. En la parte superior de la aguja hay una estatua del ángel Moroni, una figura a menudo asociada con el restauracionismo SUD relacionado con Segunda Venida de Jesucristo. 

### Interior
El edificio tiene un baptisterio, que se utiliza para realizar bautismos por los muertos. El templo tiene cuatro salas de ordenanzas y seis salas de sellamiento matrimonial. La arquitectura del Templo de Red Cliffs Utah tiene propósitos funcionales y ceremoniales, al mismo tiempo que es un símbolo de fe para los miembros de la iglesia de la región. 